# دم‌موشک (سرده)
دم‌موشک (نام علمی: Myosurus) نام یک سرده از تیره آلالگان است.